# Јозеф Гојгнер
Јозеф Гојгнер (Кицбил, 1837 — Велики Бечкерек, 1887) био је сликар, декоратер и фотограф.
Родом из Кицбила у Тиролу, студирао је на академијама у Бечу, Минхену и Пешти, где је код сликара Хенрика Лемана учио зидно декоративно сликарство. У Банат долази на позив римокатоличке црквене општине из Вршца како би осликао унутрашњост тамошње цркве. У Великом Бечкереку отвара фотографски атеље, ради позоришне сценографије, бави се калиграфијом, молерајем и фирмописањем. У овом граду је осликао римокатоличку цркву Светог Ивана Непомука и Пијаристичку цркву, као и декорацију у Барокној сали жупанијске зграде. У оближњој Ечки је такође урадио унутрашњу декорацију католичке цркве. Његово деловање у Великом Бечкереку обухвата период од традиционалног сликарства па до појаве групе „Великобечкеречки импресионисти”.